# Fyla aztecko-tanoańska
Języki aztecko-tanoańskie – hipotetyczna fyla zakładająca geneologiczny związek dwóch rodzin języków: uto-azteckiej i tanoańskiej. Ich powiązanie zaproponował pierwszy Edward Sapir w 1921 r., ale dopiero w 1937 r. Benjamin Lee Whorf i George L. Trager przedstawili uzasadnienia tej hipotezy. Niektórzy uczeni rozważają umieszczenie w tej grupie również języka zuni.